# Карп, Дэвид
Дэвид Карп (англ. David Karp; род. 6 июля 1986) — американский предприниматель, основатель и исполнительный директор компании Tumblr, реализующей сервис микроблогинга. В 2009 году назван лучшим молодым предпринимателем в сфере высоких технологий 2009 года по версии журнала BusinessWeek, а в 2010 году вошёл в список выдающихся новаторов в возрасте до 35 лет по версии журнала ''Technology Review'', издаваемого Массачусетским технологическим институтом.

## Ранняя жизнь
Дэвид Карп родился и вырос в еврейской семье в Аппер Вест-Сайд, Манхэттен, Нью-Йорк. Родители — Барбара Акерман и Майкл Карп. С третьего по восьмой класс учился в школе The Calhoun School, где преподавала его мать, затем недолгое время посещал школу Bronx Science, после чего обучался на дому. В 14 лет он проходил курс стажировки у телепродюсера и аниматора Френка Сейберта, после чего продолжил работать в качестве консультанта по программному обеспечению для американского интернет-портала UrbanBaby, нацеленного на аудиторию в лице молодых родителей. Карп покинул UrbanBaby в 2006 году и в том же году начал работать над первой концепцией Tumblr, который был запущен уже в январе 2007 года.